# Troika (Túnez)
La Troika (en árabe: الترويكا; translit: Al-Ttruyka; proveniente del ruso: El Triunvirato) es el nombre por el que se conoció informalmente a la coalición política que gobernó Túnez durante el período constituyente posrevolucionario tras la caída del régimen de Zine El Abidine Ben Ali.  Se lo conoce de esta manera debido a que era un gobierno de coalición compuesto por tres partidos políticos de ideologías diversas: el Movimiento Ennahda, de derecha, que contaba con mayoría simple en la Asamblea Constituyente y ejercía la jefatura de gobierno del país con Hamadi Yebali a la cabeza, el centrista Congreso para la República, que era el segundo partido de la Asamblea y tenía a Moncef Marzouki como Presidente de la República, y el centroizquierdista y secularista Ettakatol, cuyo líder Mustafá Benjaafar, ejercía la Presidencia de la Asamblea Constituyente. Iniciando con casi una mayoría de dos tercios (138 de los 217 escaños), hacia el final del período constituyente, contaba con una mayoría absoluta muy estrecha (114 de los 217 escaños).
La Troika gobernó entre el 22 de noviembre de 2011 y el 29 de enero de 2014 cuando, tras aprobarse la nueva constitución dos días antes, debió dimitir tras el estallido de una violenta crisis política que provocó manifestaciones contra el gobierno. Tras esto fue reemplazada por un gobierno de tecnócratas completamente independiente, liderado por Mehdi Jomaa que dirigió el país interinamente hasta la celebración de elecciones legislativas y presidenciales. La alianza entre los tres partidos políticos se disolvió tras las elecciones legislativas y el reemplazo definitivo de la Asamblea Constituyente por la Asamblea de Representantes del Pueblo, el 20 de noviembre de 2014. Sin embargo, Jomaa siguió como primer ministro hasta el nombramiento de Habib Essid en enero de 2015.

## Gobiernos

### 1.erGobierno de la Troika (2011-2013)
| Partido | Partido        | Constituyentes | Constituyentes | Ministros | Secretarios |
| Partido | Partido        | Partido        | Total          | Ministros | Secretarios |
| ------- | -------------- | -------------- | -------------- | --------- | ----------- |
|         | Ennahda        | 89/138         | 138/217        | 16/31     | 1/11        |
|         | CPR            | 29/138         | 138/217        | 4/31      | 2/11        |
|         | Ettakatol      | 20/138         | 138/217        | 5/31      | 2/11        |
|         | Independientes | 0/138          | 138/217        | 6/31      | 6/11        |

### 2.º Gobierno de la Troika (2013-2014)
| Partido | Partido        | Constituyentes | Constituyentes | Ministros | Secretarios |
| Partido | Partido        | Partido        | Total          | Ministros | Secretarios |
| ------- | -------------- | -------------- | -------------- | --------- | ----------- |
|         | Ennahda        | 90/117         | 117/217        | 10/28     | 1/10        |
|         | CPR            | 14/117         | 117/217        | 3/28      | 0/10        |
|         | Ettakatol      | 13/117         | 117/217        | 3/28      | 1/10        |
|         | Independientes | 0/117          | 117/217        | 12/28     | 8/10        |

### Tecnocracia (2014-2015)
| Partido | Partido        | Constituyentes | Constituyentes | Ministros | Secretarios |
| Partido | Partido        | Partido        | Total          | Ministros | Secretarios |
| ------- | -------------- | -------------- | -------------- | --------- | ----------- |
|         | Ennahda        | 90/117         | 114/217        | 0/28      | 0/10        |
|         | CPR            | 12/117         | 114/217        | 0/28      | 0/10        |
|         | Ettakatol      | 12/117         | 114/217        | 0/28      | 0/10        |
|         | Independientes | 0/117          | 114/217        | 21/21     | 7/7         |